# Penniverpa evani
Penniverpa evani är en tvåvingeart som beskrevs av Webb 2008. Penniverpa evani ingår i släktet Penniverpa och familjen stilettflugor. Inga underarter finns listade i Catalogue of Life.